# Ruby Ruby love
《Ruby Ruby Love》（韓語：루비루비럽）是一部 OnStyle 網路劇，於2017年1月18日在Naver播出，由徐玄（少女時代）、李哲宇、李伊庚主演。全劇共有五集，將於1月18日連續公開第一、二集，並於19日、25日、26日各公開一集。本劇為少女時代徐玄第一次出演和主演的網路劇。

## 劇情
此劇描述有人群恐懼症的女主角Ruby Lee（徐玄飾演），在偶然獲得的魔法戒指幫助下，成長為珠寶設計師的故事，而Ruby Lee唯一的朋友元錫（李哲宇飾演），看著因社交恐懼症無法發揮才能的 Ruby 感到可惜，為了幫助 Ruby 實現夢想而努力尋找機會，也將與 Ruby 形成介於友情與愛情之間的微妙羅曼史。

## 演出陣容
| 演員   | 角色     | 介紹 |
| 徐玄   | Ruby Lee | 女主角，患有人群恐懼症，在偶然獲得的魔法戒指幫助下，成為珠寶設計師。最後，克服了人群恐懼症並與元錫終成眷屬。                                                                           |
| 李哲宇 | 元錫     | 女主角唯一的朋友，看著女主角因社交恐懼症無法發揮才能感到可惜，為了幫助女主角實現夢想而努力尋找機會，在過程中，將與女主角形成介於友情與愛情之間的微妙羅曼史。最後，與Ruby Lee終成眷屬。 |
| 李伊庚 | 羅智碩   | 珠寶公司的 CEO，單戀女主角一年，與元錫展開競爭。 |
| 黃石正 | 段琥珀   | 首爾珠寶支援中心的組長，是女主角媽媽的後輩，也是女主角的最棒支援者。 |
| 池赫拉 | 劉妃珠   | 女主角的高中同學，跟女主角競爭都只能排第二，因此抹黑女主角，造成她得到人群恐懼症。 |

## 特別演出
| 演員     | 角色 | 介紹                     |
| Tiger JK |      | 給予女主角魔法戒指的人。 |

## 獎項
| 年份   | 頒獎典禮                  | 獎項            | 作品               | 結果 |
| ------ | ------------------------- | --------------- | ------------------ | ---- |
| 2018年 | 13th Annual Soompi Awards | Best Web Series | 《Ruby Ruby love》 | 獲獎 |

## 外部連結
- Ruby Ruby Love on Daum
- http://tv.naver.com/cjenm.LubyLubyLove/ （页面存档备份，存于）